# استان هوودستادن

هوودستادن (به دانمارکی: Hovedstaden) یکی از استان‌های دانمارک شامل بخش شمالی جزیرهٔ شیلند و جزیرهٔ برنهلم است. 

## جغرافیا
کپنهاگ، پایتخت دانمارک، در این استان قرار دارد.
مرکز استان هوودستادن شهر هیلروئه (Hillerød) است.